# Zdzisław Smoliński (lekkoatleta)

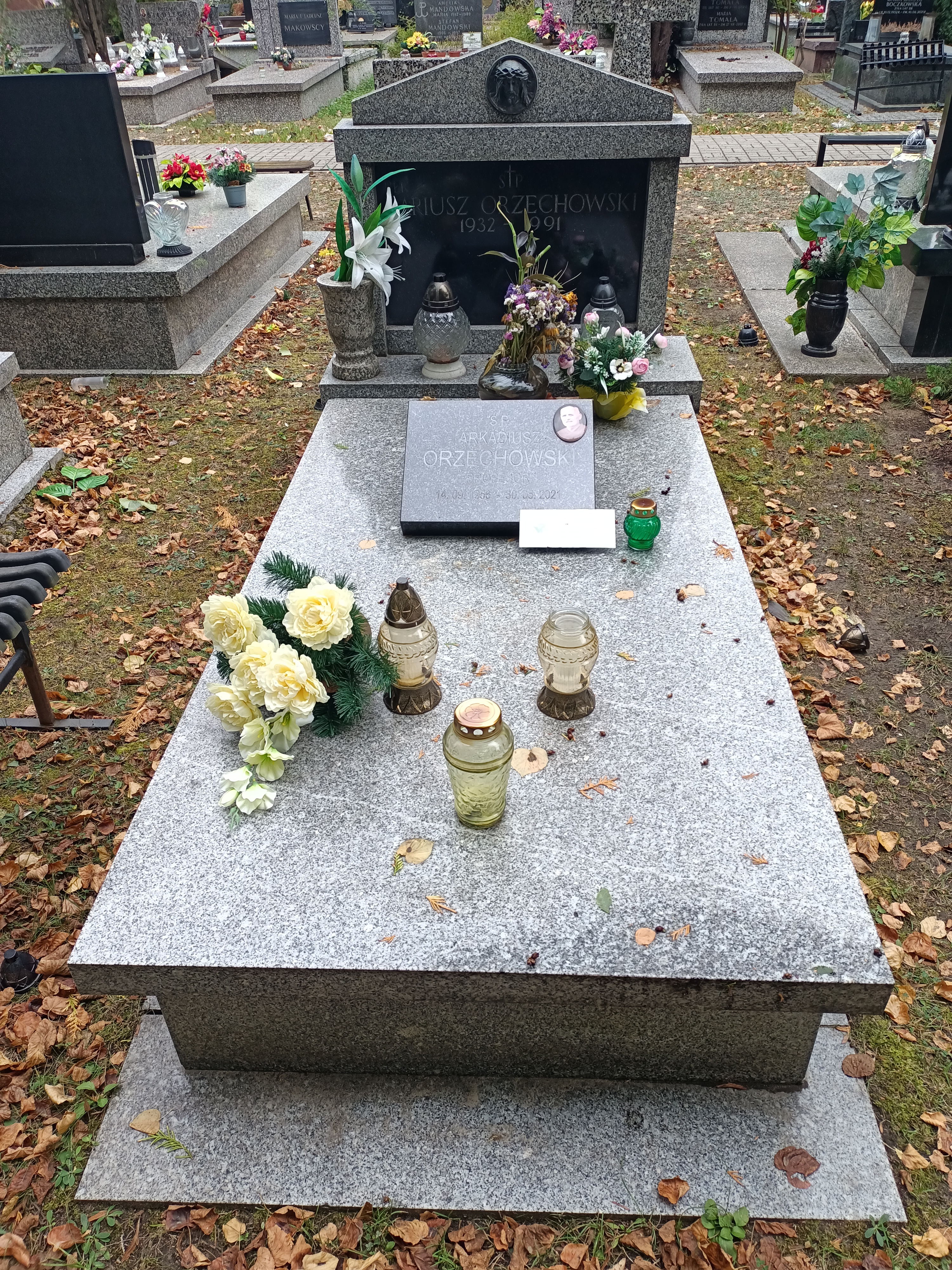
Grób Arkadiusza Orzechowskiego na Cmentarzu Komunalnym Północnym w Warszawie

Zdzisław Smoliński (ur. 7 grudnia 1942 w Warszawie, zm. 4 kwietnia 1993 w Warszawie) – polski lekkoatleta młociarz, olimpijczyk.
Startował w igrzyskach olimpijskich w 1964 w Tokio, gdzie w finale rzutu młotem zajął 14. miejsce. Reprezentował Polskę w finale Pucharu Europy w 1967 w Kijowie – 4. miejsce. W latach 1963–1967 dziesięć razy wystąpił w meczach reprezentacji Polski, odnosząc jedno zwycięstwo.
Był mistrzem Polski w 1967; cztery razy zdobywał tytuł wicemistrza (w 1963, 1964, 1966 i 1969).
Rekord życiowy Smolińskiego to 66,99 m, ustanowiony 27 października 1964 w Himeji.
Był zawodnikiem Legii Warszawa. Z zawodu był tokarzem.
Jest pochowany na Cmentarzu Komunalnym Północnym w Warszawie (Kwatera W-VI-2, rząd:11, grób:4)